# Ashwini Ponnappa
Ashwini Ponnappa Machimanda (Bangalore, 18 settembre 1989) è una giocatrice di badminton indiana, vincitrice, tra le altre, di due medaglie d'oro ai Giochi del Commonwealth e di un bronzo ai mondiali di badminton. Nel doppio femminile ha gareggiato spesso in coppia con Jwala Gutta.

## Biografia

### Primi anni di vita
Nata e cresciuta a Bangalore, Ponnappa ha studiato al Mount Carmel College di Bangalore e al St. Mary's College di Hyderabad. Suo zio era un giocatore di cricket professionista, mentre suo padre ha giocato a hockey per l'India, ma lei, incoraggiata dalla madre, preferì il badminton all'hockey.

### Carriera
Ashwini Ponnappa ha vinto il suo primo titolo nazionale nel 2004, nella categoria sub-junior del doppio femminile. Si è ripetuta nel 2005, e nei due anni successivi ha vinto il titolo nazionale nella categoria junior, sempre del doppio femminile. Ha vinto la medaglia d'oro nel doppio misto in coppia con Valiyaveetil Diju, negli eventi a squadre ai Giochi dell'Asia meridionale nel 2010. Ai Giochi del Commonwealth del 2010 ha vinto la medaglia d'oro nel doppio femminile insieme a Jwala Gutta, facendo storia con la prima medaglia d'oro indiana in questo evento.
Nel 2011 Ponnappa e Gutta hanno realizzato una delle loro migliori performance diventando la prima coppia indiana a vincere una medaglia ai Campionati mondiali di badminton di Londra. La coppia ha sconfitto le teste di serie numero 12 Vita Marissa e Nadya Melati dell'Indonesia 17-21, 21-10, 21-17, prima di perdere contro le teste di serie cinesi numero 5 in semifinale, vincendo così una medaglia di bronzo ai mondiali.
Con Gutta ha partecipato al doppio femminile alle Olimpiadi di Londra del 2012. Insieme hanno perso la loro prima partita contro la coppia giapponese composta da Mizuki Fujii e Reika Kakiiwa. Successivamente, hanno sconfitto la coppia composta da Cheng Wen-Hsing e Chien Yu-chin di Taipei cinese, molto più alta di loro nel ranking, mettendo a segno la loro prima vittoria nella fase a gironi. Ponnappa e Gutta hanno mancato l'accesso ai quarti di finale per solo un punto di differenza, anche se hanno sconfitto Shinta Mulia Sari e Yao Lei di Singapore nella loro ultima partita del gruppo B, dopo aver pareggiato con Giappone e Taipei nel numero di vittorie. Prima della partita finale dell'India nel girone, la coppia giapponese, numero cinque al mondo, aveva perso in modo sorprendente contro la coppia di Taipei cinese, classificata decima. L'India presentò una protesta formale agli organizzatori dei Giochi per indagare se la partita di doppio femminile tra Giappone e Taipei Cinese fosse stata giocata senza irregolarità, ma non fu preso alcun provvedimento.
Dopo i Giochi olimpici, la sua compagna Gutta si è presa una pausa temporanea dal gioco. Ponnappa ha quindi fatto coppia con Pradnya Gadre per un breve periodo nel 2013 e si è riunita con Gutta più tardi nel corso dell'anno. Ai Giochi del Commonwealth del 2014, Ponnappa e Gutta hanno vinto la medaglia d'argento nel doppio femminile, perdendo in finale contro la coppia malese composta da Vivian Hoo Kah Mun e Woon Khe Wei. Il 29 giugno 2015 hanno vinto il titolo di doppio femminile ai Canada Open, sconfiggendo la coppia olandese testa di serie composta da Eefje Muskens e Selena Piek. Ponnappa gareggiato con Gutta anche alle Olimpiadi del 2016, ma hanno perso tutte e tre le partite della fase a gironi e non sono quindi progredite ulteriormente. Ai Giochi del Commonwealth del 2018, Ponnappa faceva parte della squadra indiana che ha vinto l'oro nell'evento a squadre miste, e ha vinto il bronzo in coppia con N. Sikki Reddy nel doppio femminile.
Nel 2024 ha partecipato, in coppia con Tanisha Crasto, alle Olimpiadi nel doppio femminile. Dopo aver perso tutte le gare del gruppo C, Ponnappa ha annunciato che Parigi 2024 è stata la sua ultima Olimpiade.

## Palmares
- Campionati mondiali di badminton

Londra 2011:  Bronzo nel doppio femminile
- Uber Cup

Nuova Delhi 2014:  Bronzo a squadre femminile
Kunshan 2016:  Bronzo a squadre femminile
- Giochi del Commonwealth

Nuova Delhi 2010:  Oro nel doppio femminile
Nuova Delhi 2010:  Argento a squadre misto
Glasgow 2014:  Argento nel doppio femminile
Gold Coast 2018:  Oro a squadre misto
Gold Coast 2018:  Bronzo nel doppio femminile
Birmingham 2022:  Argento a squadre misto
- Giochi asiatici

Incheon 2014:  Bronzo a squadre femminile

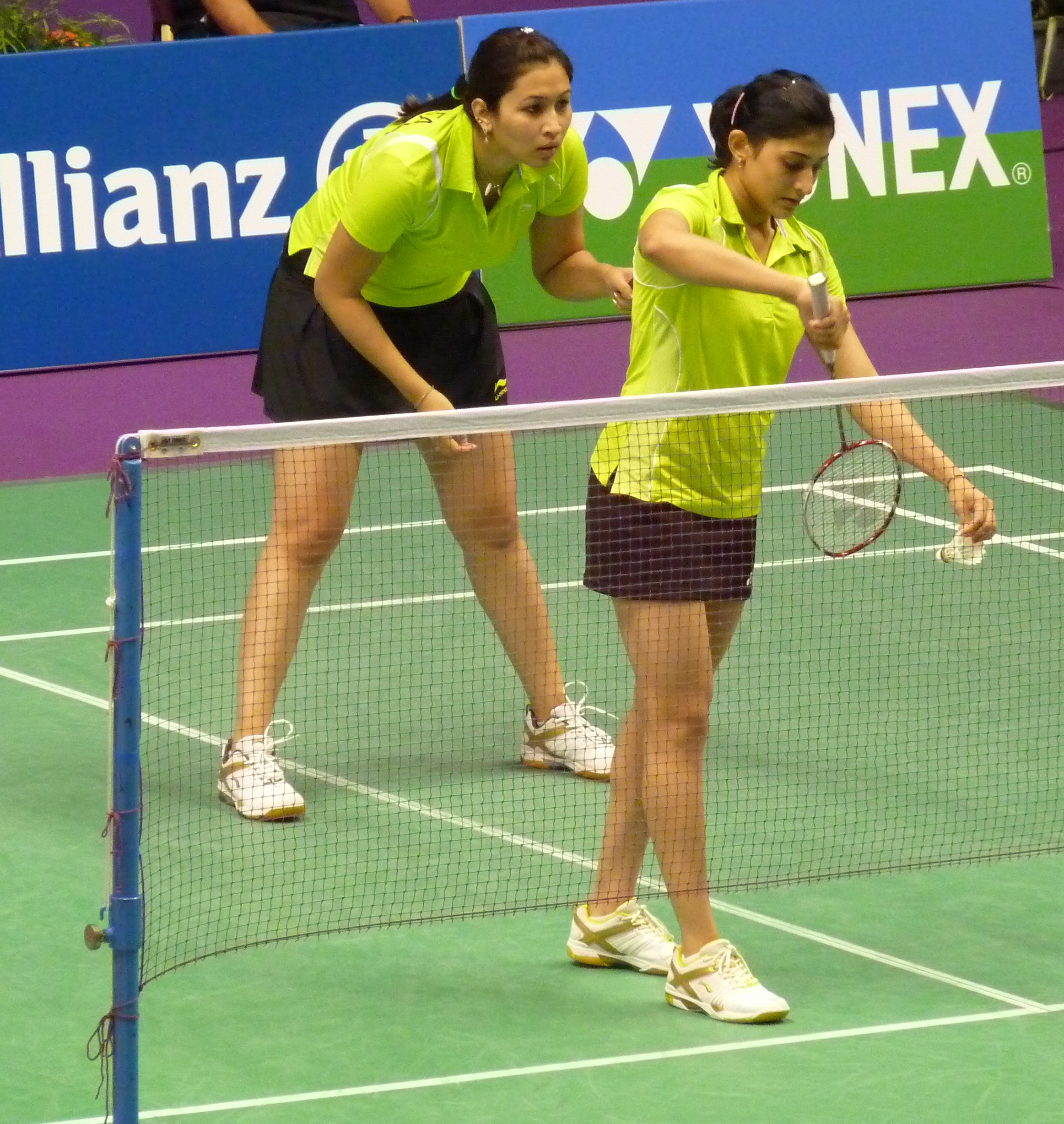
Ponnappa e Gutta nel 2010

- Campionati asiatici di badminton

Gimcheon 2014:  Bronzo nel doppio femminile
- Campionati asiatici di badminton a squadre

Selangor 2024:  Oro
- Giochi dell'Asia meridionale

Dacca 2010:  Oro nel doppio misto
Dacca 2010:  Oro a squadre femminile
Dacca 2010:  Argento nel doppio femminile
Guwahati Shillong 2016:  Oro a squadre femminile
Guwahati Shillong 2016:  Oro nel doppio femminile
Guwahati Shillong 2016:  Argento nel doppio misto